# شهرستان پایک (میسیسیپی)
شهرستان پایک، ایالت میسیسیپی (به انگلیسی: Pike County, Mississippi) یک سکونتگاه مسکونی در ایالات متحده آمریکا است که در ایالت میسیسیپی واقع شده‌است.